# HIWIN
HIWIN（ハイウィン）は、台湾で上場しているHIWIN TECHNOLOGIES CORP.とHIWIN MIKROSYSTEM CORP.の2つ企業名である。
どちらも世界を代表するモーションコントロールとシステムテクノロジーの専門メーカーで、世界中に法人を展開している。このページは HIWIN TECHNOLOGIES CORP.に関するものである。

## 概要
- HIWIN (中国語：上銀科技）は機械要素部品を生産する台湾を代表する企業である。1989年に設立され、台湾の台中を拠点としている。創業者は卓永財、会長は卓文恒である[3]。
- 社名でありブランド名であるHIWINは、「With us, you are a HI-tech WINner.（当社とともに、ハイテク分野の勝者となっていただきたい）」という思いが込められている[4]。
- R＆Dセンターは、台湾台中・日本・ドイツ・イスラエル　にある[5]。
- HIWINは直動機器メーカーのトップメーカーとして知られているが[6]、モーションコントロール製品、精密位置決めステージ、トルクモーター ロータリーテーブル[7]、産業用ロボット、その他の関連する製品の製造開発も行っている[8]。
- サービスエリアはワールドワイド、海外現地法人は13拠点あり、グローバル調達に柔軟に対応している。